# Most (Keresztes Ildikó-lemez)
A Most Keresztes Ildikó 2016-ban megjelent hatodik nagylemeze. A lemezen 13 dalt kapott helyet. A dalok többsége új, friss szerzemény, azokon túl szerepel rajta kettő feldolgozás (V'Moto-Rock és LGT), a 2015-ös Dal-ban előadott "Hazám, hazád" c. dala új köntösben, a 2014-ben megjelent "Adj valamit" c. szerzemény is új, lírai hangszerelésben, valamint felkerült rá a "Jó úton járnék" c. dal is, ami Járási László szerzeménye, aki ezt a dalt korábban több tehetségkutató műsorban is előadta (X-Faktor, Megasztár), és válogatáslemezen is megjelent. 
A szerző további új dalokat is írt erre a lemezre. Keresztes Ildikó az egyik dalban duettet énekel Oláh Ibolyával. A nagylemez piacra kerülése előtt még június 29-én megjelent a lemez előfutára, a "Bárcsak" c. dal digitális kislemez formájában, mely szintén felkerült a lemezre. A lemezbemutató koncertjét 2016. november 29-én tartotta a Müpában a Magyar Rádió Szimfonikus Zenekara közreműködésével. Az album 2017 szeptemberében érte el az aranylemez státuszt.

## Számlista
| #   | Cím                                 | Dalszöveg                    | Zene                                            | Hossz |
| --- | ----------------------------------- | ---------------------------- | ----------------------------------------------- | ----- |
| 1.  | Ez vagyok én                        | Járási László                | Kovács Tamás, Péterfi Attila                    | 3:16  |
| 2.  | Bárcsak                             | Djordjevic István            | Kovács Tamás, Péterfi Attila                    | 3:17  |
| 3.  | Eldobom a szívem                    | Djordjevic István            | Kovács Tamás, Péterfi Attila                    | 3:25  |
| 4.  | A ring                              | Topolcsányi Laura            | Sztevanovity Krisztián                          | 2:55  |
| 5.  | Jó úton járnék                      | András Attila, Járási László | Kovács Tamás, Horváth Viktor, Fábián Tibor      | 3:35  |
| 6.  | Engedd el                           | Djordjevic István            | Kovács Tamás, Péterfi Attila                    | 3:05  |
| 7.  | Ne kövess (V'Moto-Rock feldolgozás) | Demjén Ferenc                | Menyhárt János                                  | 4:27  |
| 8.  | Adj valamit (új változat)           | Szabó Eszter                 | Djordjevic István, Kovács Tamás, Péterfi Attila | 3:15  |
| 9.  | Elég szép (duett Oláh Ibolyával)    | Szabó Ági                    | Szűcs Norbert                                   | 3:24  |
| 10. | Ennyi elég                          | Topolcsányi Laura            | Sztevanovity Krisztián                          | 3:51  |
| 11. | Hazám, hazád (új változat)          | Márkus József                | Pálvölgyi Géza                                  | 2:55  |
| 12. | Ülök a járdán (LGT feldolgozás)     | Adamis Anna                  | Somló Tamás                                     | 3:15  |
| 13. | Nem tart örökké                     | András Attila, Járási László | Kovács Tamás, Horváth Viktor, Fábián Tibor      | 2:48  |

## Közreműködtek
- Keresztes Ildikó – ének, vokál
- Oláh Ibolya – ének (9.)
- Péterfi Attila – basszusgitár (1-5., 7, 8, 12, 13.)
- Kovács Tamás – gitár, vokál, percussion (1-3., 5-9., 12, 13.)
- Oláh Gábor – dobok (1, 6, 7, 12)
- Mirko Milan Milosevits – billentyűk (1, 5-8., 12, 13.)
- Csicsák Norbert – billentyűk (2, 3, 4, 10.)
- Sztevanovity Krisztián – billentyűk (4, 10)
- Pulius Tibor – gitár (4, 10.)
- Pálvölgyi Géza – zongora (11.)
- Járási László – vokál (5, 13.)
- Szűcs Norbert – gitár (9.)

## Toplista
| Toplista (2016)                        | Helyezés | Minősítés  |
| -------------------------------------- | -------- | ---------- |
| MAHASZ Top 40 album- és válogatáslemez | 4        | Aranylemez |